# Dan Kotowski
Dan Kotowski (* 24. März 1967 in Chicago, Illinois) ist ein US-amerikanischer Politiker (Demokratische Partei).

## Leben
Kotowski und seine Frau Anne leben mit ihren zwei Söhnen in Park Ridge. Vor seiner Politiklaufbahn studierte Kotowski Anglistik und Kommunikationswissenschaft an der Universität von Illinois in Urbana-Champaign und der DePaul University. Er schloss das Studium als Master of Arts ab. Zwischen 1993 und 1999 war Kotowski zudem Leiter des Rates gegen Handfeuerwaffengewalt des Bundesstaates Illinois. Von 2007 bis 2015 gehörte er dem Senat von Illinois an. Seit 2016 ist er als Geschäftsführer der Wohltätigkeitsorganisation Child Serv tätig.